# Lira (město)
Lira je město ve střední Ugandě. Navzdory své poloze je zařazeno do ugandského Severního regionu. V roce 2024 zde žilo 245 132 obyvatel. Lira leží asi 100 kilometrů jihovýchodně od města Gulu, 124 kilometrů severozápadně od města Soroti a 337 kilometrů severně od Kampaly, hlavního města země. 
Městem se Lira oficiálně stala v červenci 2020. Město se rozkládá v nadmořské výšce asi 1 063 m n. m. Ve městě se nachází železniční stanice, Letiště Lira a Univerzita v Liře. 